# Stedocys
Stedocys là một chi nhện trong họScytodidae.

## Các loài
- Stedocys leopoldi (Giltay, 1935)
- Stedocys pagodas Labarque et al., 2009
- Stedocys uenorum Ono, 1995